# Route nationale 825
Pour les articles homonymes, voir Route 825.
La route nationale 825 ou RN 825 est une ancienne route nationale française reliant la RN 824 sur la commune de Thiville, dans le département d'Eure-et-Loir, à la Croûte, département de Loir-et-Cher. À la suite de la réforme de 1972, elle est déclassée en RD 925.

## Tracé, départements et communes traversés

### Eure-et-Loir
Les deux communes traversées dans le département sont :
- Thiville : les Carrières, route de Beaugency, Constantine, Bellevue ;
- Cloyes-les-Trois-Rivières.

### Loir-et-Cher
- Verdes
- Binas

### Loiret
- Cravant
- Beaugency

### Loir-et-Cher
- La Ferté-Saint-Cyr
- La Marolle-en-Sologne
- Neung-sur-Beuvron
- La Croûte, commune de Neung-sur-Beuvron

- Traversée de la Ferté-Saint-Cyr et de
- Neung-sur-Beuvron via les D 923 et D 925.